# Callisia graminea
Callisia graminea là một loài thực vật có hoa trong họ Commelinaceae. Loài này được (Small) G.C.Tucker mô tả khoa học đầu tiên năm 1989.